# علم الدين السخاوي
علم الدين السخاوي، هو أبو الحسن علي بن محمد بن عبد الصمد بن عبد الأحد بن عبد الغالب الهمدانى المصري السخاوي المقرئ النحوي الملقب علم الدين. ولد بسَخا سنة ثمان وخمسين وخمسمائة (558هـ). كان قد اشتغل بالقاهرة على الشيخ أبي محمد القاسم الشاطبي المقرئ، وأتقن عليه علم القراءات، والنحو، واللغة. وعلى أبى الجود غياث بن فارس بن مكى المقرئ، وسمع بالإسكندرية من السّلَفي وابن عوف، وبمصر من البوصيرى وأبى ياسين. ثم انتقل إلى مدينة دمشق وتقدم بها على علماء فنونه واشتهر، وكان للناس فيه اعتقاد عظيم، وكان الناس يزدحمون عليه في الجامع بدمشق لأجل القراءة، ولا تصحّ لواحد منهم نَوبة إلا بعد زمان. وكان يركب دابته وهو يصعد إلى جبل الصالحيين، وحوله اثنان وثلاثة وكل واحد يقرأ ميعاده في موضع غير الآخر، والكل في دفعة واحدة، وهو يردُّ على الجميع. وشرح «المفصل» للزمخشري في أربع مجلدات، وشرح القصيدة الشاطبية في القراءات، وكان قد قرأها على ناظمها، وله خُطَب وأشعار، وكان متعينًا في وقته. ولم يزل مواظبًا على وظيفته.

## مؤلفاته
- جمال القراء
- هداية المرتاب وغاية الحفاظ والطلاب في تبيين متشابه الكتاب

## وفاته
توفى بدمشق سنة ثلاث وأربعين وستمائة (643هـ) وقد قارب على تسعين سنة.